# Coleman Wallace
Coleman Wallace est une série de bande dessinée de science-fiction écrite par Jean Wacquet, dessinée par Fred Burton et coloriée par Frédéric Besson. Ses trois volumes ont été publiés par la maison d'édition française Soleil entre 2000 et 2002.

## Albums
- Coleman Wallace, Soleil :

1. La Pierre d'onyx, 2000  (ISBN 2-87764-975-X)[1]
2. Le Siège de Zanadar, 2001  (ISBN 2-84565-125-2).
3. Eden Prime, 2002  (ISBN 2-84565-211-9).